# Kalar-hegység
A Kalar-hegység (oroszul Каларский хребет [Kalarszkij hrebet]) hegység Oroszországban, Dél-Szibériában, a Sztanovoj-felföld keleti felén. Közigazgatásilag a Bajkálontúli határterülethez és az Amuri területhez tartozik.

## Jellemzői
A Kalar folyóról kapta nevét, melynek jobb partja mentén terül el. (Délnyugati felének neve Nyizsnyekalarszkij hrebet, vagyis Alsó-Kalar-hegység.) A Vityim jobb partjától kelet-északkelet felé az Oljokma középső folyásáig húzódik. Az északabbra fekvő Kodar-hegységtől a Csara felső folyásának széles völgye (Felső-Csara-medence) választja el. Kelet felé folytatása az Udokan-hegység.
Hossza kb. 350–400 km, szélessége 30–50 km. Hegyei 1800–2200 m magasak, legmagasabb csúcsa a Szkalisztij Golec (2482 m vagy 2519 m).
A hegyláncot jégvájta domborzati formák: mély völgyek, kárfülkék és kártavak, kőtengerek jellemzik. Nyugati részén a hegytetők laposak, a keleti részen többnyire meredek, sziklás hegycsúcsok magasodnak.
Az alacsonyabban fekvő lejtőket kb. 1400 m magasságig vörösfenyőből álló hegyi tajga, a magas és hideg gerinceket pedig zuzmós-mohás hegyi tundra borítja.
A negyedidőszaki vulkánosság maradványai a Sztanovoj-felföldön – főként a Kalar-, de ritkábban az Udokan-hegységben is – előforduló kisebb-nagyobb bazaltláva-takarók, vulkáni kúpok.